# Лисогорівка
Лисого́рівка —  село в Україні, у Новопсковській селищній громаді Старобільського району Луганської області. Населення становить 421 осіб.